# Hínajána

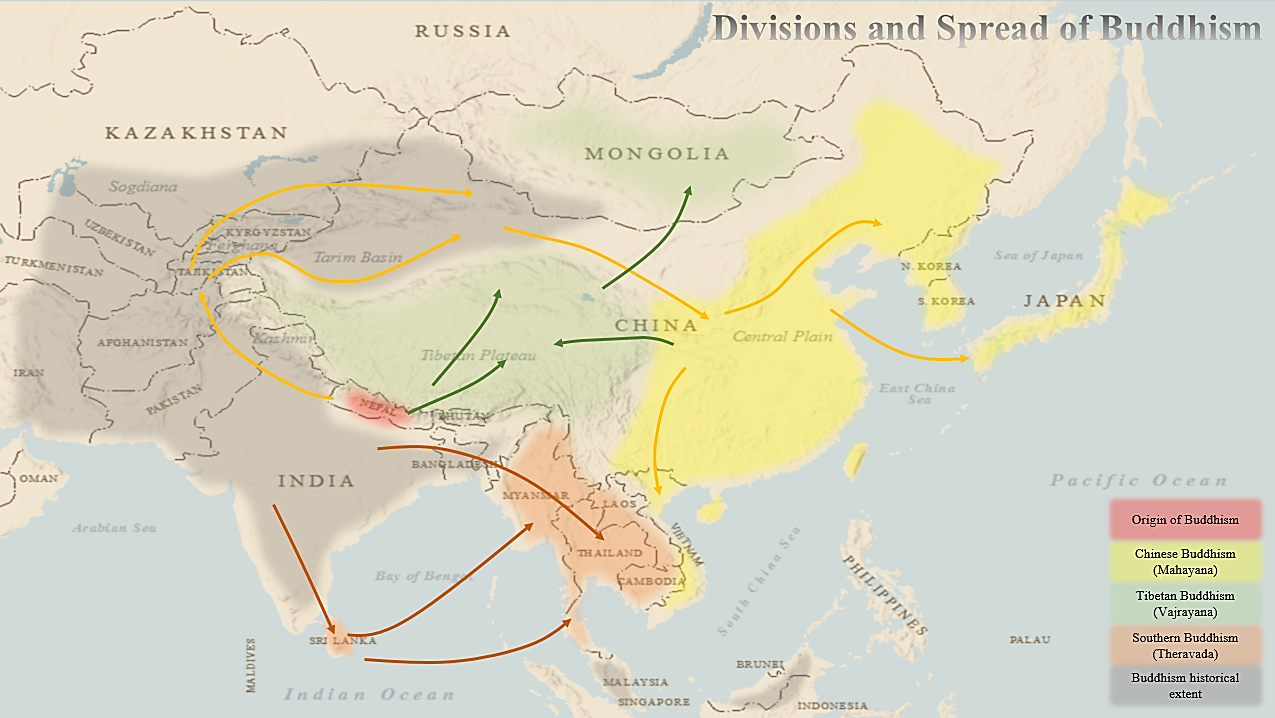
Rozšíření buddhistickýczh směrů:
mahájána (žlutá) s vadžrajánou (zelená),
théraváda (oranžová)

Hínajána  (skt. हीनयान Hīnayāna; korejsky 소승 Soseung; tib. theg chung; čínsky 小乘 Xiǎoshèng; jap. Šódžó; vietnamsky Tiểu thừa; „malá cesta“) je sanskrtský termín doslovně znamenající, „malý vůz“ nebo „nižší vůz“, přičemž „vůz“ (jána) znamená „cestu vedoucí k osvícení“. Jedná se o pojem vytvořený mahájánovými buddhisty, který se začal používat nejspíš v 1. století n. l. a to v pejorativním významu.
Historicky byl termín používán pro všechny starší buddhistické směry v opozici k mahájáně nebo théravádu (u I-ťinga), nebo prostě jako obecné pejorativní označení pro jakýkoli nemahájánový názor bez konkrétního vymezení. Pro svou nejednoznačnost a negativní zabarvení se dnes v odborné literatuře nepoužívá. Bývá však stále běžně užíván buddhistickými autory náležícími k tradicím mahájány a vadžrajány.